# Fasciclia lobata
Fasciclia lobata is een zachte koraalsoort uit de familie Xeniidae. De koraalsoort komt uit het geslacht Fasciclia. Fasciclia lobata werd in 2008 voor het eerst wetenschappelijk beschreven door Janes. 